# Melanostibita
La melanostibita és un mineral de la classe dels òxids.

## Característiques
La melanostibita és un òxid de fórmula química Mn2+(Sb5+,Fe3+)O₃, format per manganès, antimoni i ferro. Cristal·litza en el sistema trigonal. La seva duresa a l'escala de Mohs és 4.
Segons la classificació de Nickel-Strunz, la melanostibita pertany a «04.CB: Òxids amb proporció metall:oxigen = 2:3, 3:5, i similars, amb cations de mida mitja» juntament amb els següents minerals: brizziïta, corindó, ecandrewsita, eskolaïta, geikielita, hematites, ilmenita, karelianita, pirofanita, akimotoïta, auroantimonita, romanita, tistarita, avicennita, bixbyita, armalcolita, pseudobrookita, mongshanita, zincohögbomita-2N2S, zincohögbomita-2N6S, magnesiohögbomita-6N6S, magnesiohögbomita-2N3S, magnesiohögbomita-2N2S, ferrohögbomita-6N12S, pseudorútil, kleberita, berdesinskiita, oxivanita, olkhonskita, schreyerita, kamiokita, nolanita, rinmanita, iseïta, majindeïta, claudetita, estibioclaudetita, arsenolita, senarmontita, valentinita, bismita, esferobismoïta, sil·lenita, kyzylkumita i tietaiyangita.

## Formació i jaciments
Va ser descoberta l'any 1892 a una mina de Sjögruvan, a Grythyttan, Hällefors (Västmanland, Suècia). Es tracta de l'únic indret on ha estat trobada aquesta espècie mineral.